# Natriumlaurylsulfat
Natriumlaurylsulfat oder Natriumdodecylsulfat, auch SLS oder SDS (von englisch sodium lauryl sulfate und sodium dodecyl sulfate), ist ein anionisches Tensid, also eine waschaktive Substanz, das als Detergens Verwendung findet, z. B. in Reinigungsmitteln und Zahnpasta.

## Gewinnung und Darstellung
Natriumlaurylsulfat kann durch Veresterung von Dodecanol mit Schwefelsäure, Chlorsulfonsäure oder Schwefeltrioxid und nachfolgender Neutralisation gewonnen werden. Ebenso ist die Addition von Schwefelsäure an 1-Dodecen möglich. Da die verwendeten Ausgangsprodukte meist technische Fettalkohole sind, die zum Beispiel aus den entsprechenden Fetten bzw. Fettsäuren reduktiv gewonnen werden, enthalten die meisten Handelsprodukte neben Dodecyl- auch Tetradecyl- und Hexadecylketten in unterschiedlichen Anteilen. In technischen Merkblättern sind die entsprechenden Produkte (Stoffgemische) häufig mit dem Zusatz (C12-C16) gekennzeichnet.

## Eigenschaften

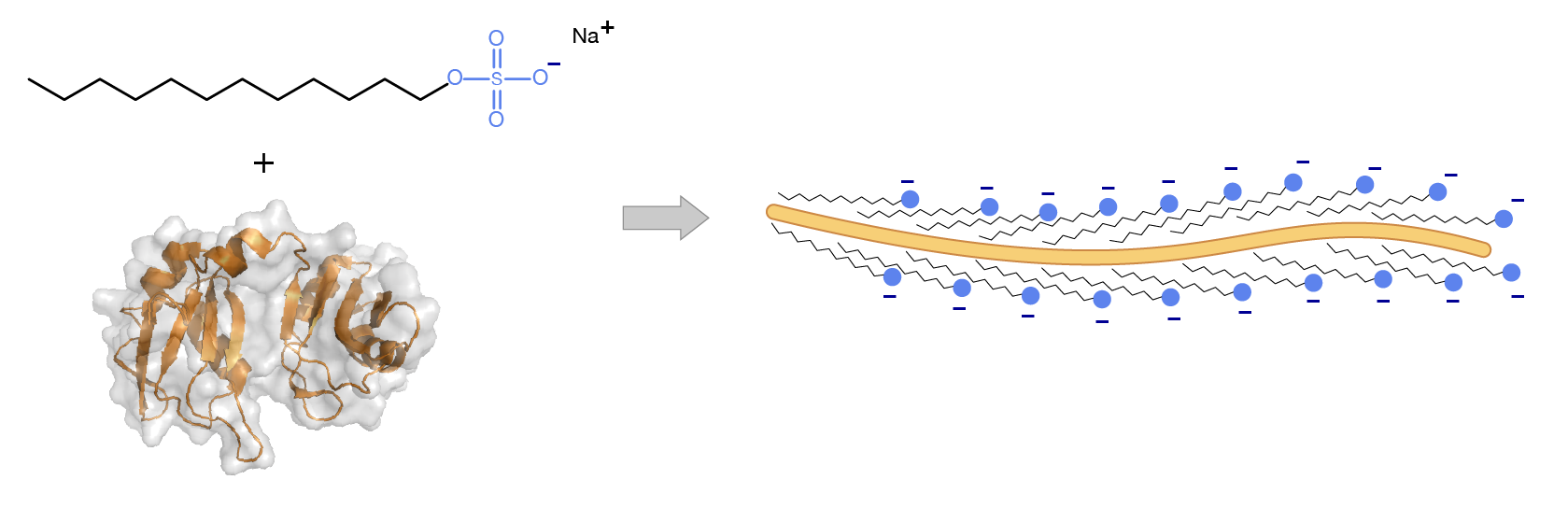
Denaturierung eines Proteins mit SDS

Natriumlaurylsulfat ist ein anionisches Tensid mit stark denaturierender Wirkung auf Proteine. Natriumlaurylsulfat wird als allergieauslösend und hautreizend betrachtet, weswegen seine Verwendung in Kosmetika umstritten ist. Insbesondere wird von Menschen mit spezieller Empfindlichkeit die Verursachung von Aphthen im Mundraum durch Natriumlaurylsulfat-haltige Zahnpasten beobachtet.
Allerdings weist SDS eine antibakterielle und antivirale Wirkung auf. Inwiefern es in der Lage ist, auch HI-Viren zu zerstören, ist Gegenstand der aktuellen Forschung.

## Verwendung
Natriumlaurylsulfat diente früher in den meisten Shampoos und Duschgelen als reinigende Komponente. Heute ist es in diesen Anwendungen fast vollständig durch Natriumdodecylpoly(oxyethylen)sulfat (Natriumlaurethsulfat) ersetzt. Natriumlaurylsulfat wird als Emulgator in Salben und Lotionen sowie Reinigungsmitteln, vor allem in Handspülmitteln und flüssigen Waschmitteln verwendet. Die Behauptung, dass SDS in kosmetischen Produkten zu Haarausfall führen kann, ist nach aktueller Datenlage (2015) nicht wissenschaftlich belegt.
Die intensive Anwendung als Denaturierungsmittel für Proteine ist ein Grund für die Bedeutung von Natriumlaurylsulfat in höheren Konzentrationen in der Biochemie und Biotechnologie. Die Wirkung auf Proteine basiert darauf, dass nichtkovalente Bindungen der Proteine unterbrochen und so deren Quartär- und Tertiärstruktur zerstört werden. Dabei bindet Natriumlaurylsulfat im Verhältnis von circa 1,4 Gramm SDS pro Gramm Protein. Durch die Eigenschaft, Mizellen auszubilden, sind Natriumlaurylsulfat-Protein-Lösungen nicht dialysierbar; eine Entfernung von Natriumlaurylsulfat ist durch Extraktionen mit organischen Lösungsmitteln möglich.
In der biochemischen Analytik wird Natriumlaurylsulfat bei der Polyacrylamid-Gelelektrophorese (SDS-PAGE, von engl. Sodium Dodecyl Sulfate + Poly Acrylamid Gel Elektrophorese) verwendet. Da die meisten Proteine insgesamt fast neutral sind, behandelt man sie mit Laurylsulfat. Es denaturiert die Proteine nicht nur, sondern führt ihnen auch negative Ladungen zu. Somit wandern sie in der Elektrophorese zum positiven Pol.

## Nachweis
- Epton-Titration